# زخرفة نباتية
الزخرفة النباتية ويقصد بها الزخارف التي تتكون من رسومات مستمدة من عناصر الطبيعة التي تعتبر مصدر إلهام لفنانيها.
يُستخدم فيها أنواع كثيرة من النباتات والورود والأزهار ( كالقرنفل والكرز والرمان وزهرة التوليب والخزامى والسوسن وزهرة النسرين).
وتتكون من الأغصان والسيقان والأوراق وغيرها. وتعتبر الزخرفة النباتية جزء من الزخرفة الإسلامية التي تنقسم إلى زخرفة نباتية وزخرفة هندسية.

## أنواع الزخرفة النباتية
تنقسم الزخرفة النباتية إلى قسمين هما:

### الزخرفة النباتية التجريدية
وهي الزخرفة التي تترسم من لفروع وأوراق فقط دون استخدام الزهور بحيث تعطي شكل تجريدي.

### الزخرفة النباتية الـزهـرية
حيث أن يستخدم فيها الزهور والورودبشكل واسع بشتى أنواعه  كالقرنفل والخزامى والنسرين والسوسن...الخ.

## القواعد والأسس المتّبعة في الزخرفة النباتية

### التوازن
وهي قاعدة أساسية يجب توفّرها في كل تكوين زخرفي

### التناظر أو التماثل
وهو من القواعد المهمّة التي تقوم عليها معظم الزخارف الذي ينطبق نصفها على نصفها الآخر بواسطة مستقيم يُسمّى المحور

### التشعّب
معظم  التكوينات الزخرفية لا سيما النباتية منها تتضمّن التشعّب

### التناسب
وهو من أهمّ قواعد الجمال فمجال الطبيعة يتمثّل بتناسب كل جزء للآخر، وليس له قاعدة إنما يتوقف على الذوق الفني، ودقّة الملاحظة وقوّة التمييز.

### التكرار
وهي من أهم قواعد الزخرفة، ويوجد بكثرة في الطبيعة مثل أغصان الأشجار، والتكرار من أبسط قواعد تكوين الزخارف.